# جيري براند
جيري براند (بالإنجليزية: Gerry Brand)‏ هو لاعب اتحاد الرغبي جنوب أفريقي، ولد في 8 أكتوبر 1906 في كيب تاون في جنوب أفريقيا، وتوفي بنفس المكان في 4 فبراير 1996.

## وصلات خارجية
- جيري براند عل موقع إسبنسكروم (الإنجليزية)